# 法拉利SF71H
法拉利 SF71H 是一款由法拉利车队于2018年设计和制造的一级方程式赛车，用于参加当年的F1比赛。底盘由Mattia Binotto 、 Simone Resta 、 Enrico Cardile和 David Sanchez 设计，Corrado Iotti 负责动力总成设计。该赛车由塞巴斯蒂安·维特尔和基米·莱科宁驾驶 。
维特尔延续了其为自己的赛车命名的传统，将他的 SF71H 命名为“Loria”。 

## 涂装
由于2018年桑坦德银行停止了赞助，赛车的涂装几乎没有白色，与2007 年至2009 年的赛车使用的涂装类似。在日本大奖赛上，法拉利推出了带有 Mission Winnow 标志的新涂装，这是为了服务主要赞助商菲利普莫里斯国际公司。 

## 设计与研发
SF71H 的轴距比其前作SF70H更长，并改进了冷却系统。法拉利进一步优化了他们的理念，将碰撞结构移到侧箱之外，引入了更多复杂的导流板阵列并优化了侧箱入口配置，甚至包括后视镜上的小翼。发动机盖上有一个小鲨鱼鳍，支撑着排气管上方的低 T 形翼，几乎横跨整个后翼。
该车在赛季中最重要的升级在西班牙大奖赛上，法拉利改变了后视镜的安装方式，从“标准”的位置改为安装在Halo上。他们还在每个镜子上方添加了一个小翼，尽管车队声称他们的目的是支撑镜子，但国际汽联依旧认为这是违规的。因此，该升级在下一站摩纳哥的比赛中被取消。 
在新加坡、俄罗斯和日本大奖赛上被梅赛德斯击败后，法拉利在美国大奖赛上应用了一些更新，这使得他们能够再次与梅赛德斯竞争并击败梅赛德斯。 

## 所获成绩
SF71H 在前三场大奖赛中取得两场胜利，并在巴林大奖赛和上海大奖赛排位赛中取得杆位，刷新了两个赛道的单圈纪录。在这三场比赛中，该车似乎比其竞争对手梅赛德斯AMG F1 W09 EQ Power+更快。 
截至 2021 赛季结束，SF71H 仍是法拉利在混合动力引擎时代（2014 年至今）最成功的赛车，取得 6 场胜利（维特尔 5 场，莱科宁 1 场）并 24 次登上领奖台，超越了其前作 SF70H（ SF70H 取得了 5 场胜利和 20 次登上领奖台）。

## 比赛成绩
（粗体结果表示杆位；斜体结果表示获得正赛最快圈）
| 赛车手            | 大奖赛 | 大奖赛 | 大奖赛 | 大奖赛 | 大奖赛 | 大奖赛 | 大奖赛 | 大奖赛 | 大奖赛 | 大奖赛 | 大奖赛 | 大奖赛 | 大奖赛 | 大奖赛 | 大奖赛 | 大奖赛 | 大奖赛 | 大奖赛 | 大奖赛 | 大奖赛 | 大奖赛 | 总积分 | 车队排名 |
| 赛车手            | 澳     | 林     | 中     | 阿     | 西     | 摩     | 加     | 法     | 奥     | 英     | 德     | 匈     | 比     | 意     | 新     | 俄     | 日     | 美     | 墨西哥 | 巴     | 阿     | 总积分 | 车队排名 |
| ----------------- | ------ | ------ | ------ | ------ | ------ | ------ | ------ | ------ | ------ | ------ | ------ | ------ | ------ | ------ | ------ | ------ | ------ | ------ | ------ | ------ | ------ | ------ | -------- |
| 基米·莱科宁       | 3      | Ret    | 3      | 2      | Ret    | 4      | 6      | 3      | 2      | 3      | 3      | 3      | Ret    | 2      | 5      | 4      | 5      | 1      | 3      | 3      | Ret    | 571    | 第二名   |
| 塞巴斯蒂安·维特尔 | 1      | 1      | 8      | 4      | 4      | 2      | 1      | 5      | 3      | 1      | Ret    | 2      | 1      | 4      | 3      | 3      | 6      | 4      | 2      | 6      | 2      | 571    | 第二名   |